# Диодато, Йоханнес
Йоха́ннес Диода́то (лат. Johannes Diodato, урожд. Ова́нес Астваца́тур (арм. Հովհաննես Աստվածատուր) — армянский купец, переводчик и разведчик из Константинополя. Согласно современным историкам, открыл в 1685 году первую в Вене и одну из первых в Европе кофейню.

## Биография
Ованес Аствацатур родился в 1640 году в Константинополе.
В 1683 году турки осадили Вену. Аствацатур, благодаря своему владению множеством языков и умениям разведчика, способствовал тому, чтобы союзники Священной Римской империи по Священной Лиге достигли Вены и благодаря чему 12 сентября 1683 года объединённые христианские армии смогли нанести сокрушительное поражение Османской империи. В знак благодарности в 1685 году император Священной Римской империи Леопольд I даровал Ованесу Аствацатуру монопольное право в течение 20 лет продавать кофе. Используя эту возможность, Аствацатур открыл первую в Вене кофейню, где и начали подавать первый кофе по-венски. Кофейня открылась в доме самого Аствацатура, который сегодня находится по адресу Rotenturmstrasse, 14.
Скончался в Вене в 1725 году.

## Память
- В 2004 году один из парков Вены в районе Виден был назван в честь Ованеса Аствацатура и стал называться Johannes-Diodato-Park[22].